# Provence-Alpes-Côte d'Azur
Provence-Alpes-Côte d'Azur (Provensálsko-Alpy-Azurové pobřeží, okcitánsky Provença-Aups-Còsta d'Azur či Prouvènço-Aup-Costo d'Azur) je administrativní region na jihovýchodě Francie. Často bývá označován zkráceným názvem (akronymem) PACA.

## Geografie
Region sousedí na východě s Itálií, na severu s regionem Rhône-Alpes, na západě je ohraničem regionem Okcitánie, jehož hranice je tvořena řekou Rhônou a jih je omýván Středozemním mořem. Provence-Alpes-Côte d'Azur sdružuje celkem šest departementů a zahrnuje historická území jako Dauphiné či Provensálsko. 

## Správní centrum
Správním centrem regionu je Marseille.